# Championnats du monde de cyclo-cross 2015
Navigation
Édition précédente Édition suivante
Les Championnats du monde de cyclo-cross 2015 sont la 66e édition des championnats du monde de cyclo-cross. Ils se déroulent du 31 janvier au 1er février 2015 à Tábor, en République tchèque.

## Organisation
Les championnats du monde sont organisés sous l'égide de l'Union cycliste internationale.
Les horaires de course sont donnés en heure locale.
| Samedi 31 janvier - 11 h 00 : Juniors - 14 h 00 : Femmes élites | Dimanche 1er février - 11 h 00 : Moins de 23 ans - 14 h 00 : Hommes élites |

## Présentation

### Favoris

#### Hommes Élites
Cette année, les favoris pour la course élite sont inédits. En effet, le Belge Wout van Aert et le Néerlandais Mathieu van der Poel, tous deux initialement dans la catégorie espoir, ont obtenu une dérogation afin de courir la course élite, en raison de leurs résultats exceptionnels cette saison. Ils font partie des grands favoris, au même titre que Kevin Pauwels, récent vainqueur de la coupe du monde.
Derrière ces trois hommes, de nombreux autres crossmen font figure de favoris à une place sur le podium mondial, parmi lesquels Lars van der Haar, Philipp Walsleben, le champion de Belgique Klaas Vantornout, Tom Meeusen, Francis Mourey ou encore Corné van Kessel, toujours bien placé lors des épreuves de coupe du monde.
Sven Nys, en deçà cette saison, ne fait pas figure de favori.

#### Femmes Élites
La grande favorite chez les femmes est sans aucun doute la Belge Sanne Cant, vainqueur de la coupe du monde féminine. Derrière elle, un niveau équivalent est attendu entre Marianne Vos et Pauline Ferrand-Prévot. Les autres crosswomen pouvant prétendre à une place sur le podium mondial sont l'Américaine Katie Compton, la Tchèque Kateřina Nash, les Britanniques Nikki Harris et Helen Wyman, ainsi que la Néerlandaise Sophie de Boer.

#### Hommes Espoirs
La catégorie espoir est cette année très restreinte. En effet, il faut noter le passage en élite de Wout van Aert et Mathieu van der Poel, les deux grands favoris initiaux. Les favoris sont donc les Belges Michael Vanthourenhout et Laurens Sweeck. Ils seront accompagnés par leurs compatriotes Toon Aerts et Diether Sweeck. Il faudra compter sur les Français Clément Venturini et Fabien Doubey. Les Pays-Bas pourront compter sur Stan Godrie, champion national dans la catégorie. Le Tchèque Adam Toupalik essayera de jouer les premiers rôles à domicile, récent champion de République tchèque.

#### Hommes Juniors
Ici, un seul et unique grand favori se dessine. Le Belge Eli Iserbyt a dominé la saison chez les juniors, raflant les titres de champion d'Europe, champion de Belgique, et coupe du monde entre autres. Différentes nations seront représentées pour une place sur le podium : la Suisse avec Johan Jacobs, les Pays-Bas avec Max Gulickx, les États-Unis avec Gage Hecht ou pourquoi pas même le Danemark avec Simon Andreassen, troisième d'une manche de coupe du monde. Les Belges seront aussi représentés par Jappe Jaspers.

### Les grands absents
Plusieurs crossmen habitués des championnats du monde de cyclo-cross sont absents lors de cette édition à Tábor. Tout d'abord, il faut noter le cas de Zdeněk Štybar, champion du monde sortant et bien que cette édition se déroule en son pays, la République tchèque. Le Belge Bart Wellens, pour la deuxième année consécutive, fait l'impasse. Il faut observer également l'absence de Enrico Franzoi, meilleur coureur UCI italien, du Canadien Geoff Kabush pourtant habitué des championnats du monde, ou encore la non-sélection du champion de France Clément Lhotellerie, le sélectionneur français ayant choisi d'emmener seulement trois coureurs, sur six possible.

## Résultats

### Hommes
| Épreuves        | Or                     | Argent         | Bronze            |
| --------------- | ---------------------- | -------------- | ----------------- |
| Élites          | Mathieu van der Poel   | Wout van Aert  | Lars van der Haar |
| Moins de 23 ans | Michael Vanthourenhout | Laurens Sweeck | Stan Godrie       |
| Juniors         | Simon Andreassen       | Eli Iserbyt    | Max Gulickx       |

### Femmes
| Épreuves | Or                     | Argent     | Bronze       |
| -------- | ---------------------- | ---------- | ------------ |
| Élites   | Pauline Ferrand-Prévot | Sanne Cant | Marianne Vos |

## Classements

### Course masculine
| Pos                                | Cycliste              | Pays      |    | Temps           |
| ---------------------------------- | --------------------- | --------- | -- | --------------- |
| Médaille d'or, Coupe du Monde      | Mathieu van der Poel  | Pays-Bas  | en | 1 h 09 min 12 s |
| Médaille d'argent, Coupe du Monde  | Wout van Aert         | Belgique  | +  | 15 s            |
| Médaille de bronze, Coupe du Monde | Lars van der Haar     | Pays-Bas  |    | 17 s            |
| 4.                                 | Kevin Pauwels         | Belgique  |    | 1 min 06 s      |
| 5.                                 | Klaas Vantornout      | Belgique  |    | 1 min 12 s      |
| 6.                                 | Tom Meeusen           | Belgique  |    | 1 min 17 s      |
| 7.                                 | Gianni Vermeersch     | Belgique  |    | 2 min 26 s      |
| 8.                                 | Marcel Meisen         | Allemagne |    | 2 min 37 s      |
| 9.                                 | Philip Walsleben      | Allemagne |    | 2 min 43 s      |
| 10.                                | Marco Aurelio Fontana | Italie    |    | 2 min 54 s      |

### Course féminine
| Pos                                | Cycliste               | Pays               |    | Temps       |
| ---------------------------------- | ---------------------- | ------------------ | -- | ----------- |
| Médaille d'or, Coupe du Monde      | Pauline Ferrand-Prévot | France             | en | 49 min 12 s |
| Médaille d'argent, Coupe du Monde  | Sanne Cant             | Belgique           | +  | 0 s         |
| Médaille de bronze, Coupe du Monde | Marianne Vos           | Pays-Bas           |    | 15 s        |
| 4.                                 | Nikki Harris           | Grande-Bretagne    |    | 20 s        |
| 5.                                 | Kateřina Nash          | République tchèque |    | 36 s        |
| 6.                                 | Lucie Chainel-Lefevre  | France             |    | 55 s        |
| 7.                                 | Helen Wyman            | Grande-Bretagne    |    | 1 min 21 s  |
| 8.                                 | Ellen Van Loy          | Belgique           |    | 1 min 35 s  |
| 9.                                 | Christine Majerus      | Luxembourg         |    | 1 min 54 s  |
| 10.                                | Sophie de Boer         | Pays-Bas           |    | 1 min 56 s  |

### Course moins de 23 ans
| Pos                                | Cycliste               | Pays               |    | Temps       |
| ---------------------------------- | ---------------------- | ------------------ | -- | ----------- |
| Médaille d'or, Coupe du Monde      | Michael Vanthourenhout | Belgique           | en | 49 min 55 s |
| Médaille d'argent, Coupe du Monde  | Laurens Sweeck         | Belgique           | +  | 10 s        |
| Médaille de bronze, Coupe du Monde | Stan Godrie            | Pays-Bas           |    | 14 s        |
| 4.                                 | Clément Venturini      | France             |    | 24 s        |
| 5.                                 | Joris Nieuwenhuis      | Pays-Bas           |    | 31 s        |
| 6.                                 | Toon Aerts             | Belgique           |    | 45 s        |
| 7.                                 | Jakub Skála            | République tchèque |    | 1 min 06 s  |
| 8.                                 | Diether Sweeck         | Belgique           |    | 1 min 14 s  |
| 9.                                 | Quinten Hermans        | Belgique           |    | 1 min 14 s  |
| 10.                                | Gioele Bertolini       | Italie             |    | 1 min 14 s  |

### Course juniors
| Pos                                | Cycliste            | Pays       |    | Temps       |
| ---------------------------------- | ------------------- | ---------- | -- | ----------- |
| Médaille d'or, Coupe du Monde      | Simon Andreassen    | Danemark   | en | 42 min 24 s |
| Médaille d'argent, Coupe du Monde  | Eli Iserbyt         | Belgique   | +  | 41 s        |
| Médaille de bronze, Coupe du Monde | Max Gulickx         | Pays-Bas   |    | 42 s        |
| 4.                                 | Gage Hecht          | États-Unis |    | 45 s        |
| 5.                                 | Thijs Wolsink       | Pays-Bas   |    | 1 min 11 s  |
| 6.                                 | Stefano Sala        | Italie     |    | 1 min 28 s  |
| 7.                                 | Jakob Dorigoni      | Italie     |    | 1 min 31 s  |
| 8.                                 | Eddy Finé           | France     |    | 1 min 35 s  |
| 9.                                 | Jarne Driesen       | Belgique   |    | 1 min 54 s  |
| 10.                                | Roel van der Stegen | Pays-Bas   |    | 1 min 58 s  |

## Tableau des médailles
| Rang | Nation   | Or | Argent | Bronze | Total |
| ---- | -------- | -- | ------ | ------ | ----- |
| 1    | Belgique | 1  | 4      | 0      | 5     |
| 2    | Pays-Bas | 1  | 0      | 4      | 5     |
| 3    | Danemark | 1  | 0      | 0      | 1     |
| 3    | France   | 1  | 0      | 0      | 1     |